# 佐賀社会保険事務局
佐賀社会保険事務局（さがしゃかいほけんじむきょく）は、かつて、佐賀県佐賀市にあった、社会保険庁の地方支分部局で、佐賀県を管轄していた。
2009年いっぱいで、他の社会保険事務局とともに廃止されたが、日本年金機構発足に際し、九州・沖縄ブロック本部配下の「年金事務所」となった。

## 管内年金事務所等
- 佐賀年金事務所[1] - 佐賀市八丁畷町1番32号
- 唐津年金事務所[2] - 唐津市千代田町2565番地
- 武雄年金事務所[3] - 武雄市武雄町大字昭和43番地6
- 街角の年金相談センター鳥栖（オフィス）[4] - 鳥栖市宿町1118番地（市役所東別館1階）